# Carlos Gracie
Carlos Gracie (ur. 14 września 1902, w Belem zm. 7 października 1994) – członek rodziny Gracie, który nauczył się judo od Mitsuyo Maedy. Carlos i jego bracia założyli pierwszą szkołę sztuki walki zwanej później brazylijskim jiu-jitsu (BJJ). Był starszym bratem Hélio Gracie i miał 21 dzieci, z których 13 dotarło do poziomu czarnego pasa w BJJ. Jest też twórcą oryginalnej diety zwanej dietą Gracie. W 2009 roku została wydana w języku portugalskim książka o jego życiu – „Carlos Gracie – O Criador De Uma Dinastia”, co w wolnym tłumaczeniu znaczy „Carlos Gracie – twórca dynastii”.